# Agios Georgios Lefkas
Agios Yioryios (Georgios) Lefka o Agios Georgios Solea (fue conocido como Madenliköy los turcochipriotas), es un pueblo ubicado a tres kilómetros al oeste de Lefka / Lefke.
Agios Georgios significa "San Jorge" en griego. Los turcochipriotas adoptaron el nombre Madenliköy en 1958 que significa "pueblo con una mina".

## Conflicto Intercomunal
| Año  | Turcochipriotas | Grecochipriotas | Total |
| ---- | --------------- | --------------- | ----- |
| 1931 | 14              | 14              | 28    |
| 1891 | 51              | 61              | 112   |
| 1901 | 62              | 79              | 141   |
| 1911 | 53              | 99              | 152   |
| 1921 | 56              | 122             | 178   |
| 1931 | 116             | 273             | 389   |
| 1946 | 154             | 317             | 471   |
| 1960 | 143             | 312             | 455   |
| 1973 | 0               | 259             | 259   |
| 1978 | 0               | 0               | 0     |
| 1996 | 0               | 0               | 0     |
| 2006 | 0               | 0               | 0     |

Como se desprende del cuadro anterior, Agios Georgios era mixto hasta 1960. La primera violencia tuvo lugar durante las luchas entre las comunidades de 1963-1964. Los habitantes turcochipriotas de la aldea huyeron a zonas más seguras en enero de 1964. Buscaron refugio en diferentes pueblos y enclaves como Nicosia, Elia / Doganci, Kalochorio (Lefkas) / Çamlıköy y Angolemi / Taspinar. Entonces se desplazaron unos 150 turcochipriotas.
El segundo desplazamiento relacionado con el conflicto tuvo lugar en agosto de 1974, cuando los grecochipriotas de la aldea huyeron del avance del ejército turco. El número de los grecochipriotas desplazados fue de aproximadamente 270.
Desde el año 1974, Agios Georgios se encuentra de la zona de amortiguación. Por este motivo se encuentra deshabitado.

## Población actual
El pueblo está desierto. No se lo ha utilizado para reasentamientos. Es una ubicación semi-militarizada situada en la zona de amortiguamiento.